# 281107 DVD
El DVD 281107 es una producción que fue lanzada por la banda mexicana de rock alternativo Zoé, se trata de la filmación que resultó del concierto que Zoé dio en el Palacio de los Deportes, de la Ciudad de México, el 28 de noviembre de 2007 (por eso el nombre 281107), con motivo de la celebración de su décimo aniversario de existencia en la escena musical, el material salió a la venta el 28 de abril de 2009 en México.
La dirección estuvo a cargo de Gabriel Cruz Rivas, y también del baterista de la banda Rodrigo Guardiola y parte del contenido fue exhibido en la gira de documentales AMBULANTE, también fue proyectado en la Cineteca Nacional en el ciclo "Rock en el Cine" y fue elegido para proyectarse en el Portland Latin American Film Festival 2009 (PDXLAFF).

## Tracklisting
1. Intro
2. Memo Rex
3. Vinyl
4. 1997
5. Vía Láctea
6. Mrs. Nitro
7. Fans
8. Solo
9. Frío
10. Entrevistas
11. Triste Sister
12. Tarántula
13. Peace And Love
14. Montaje
15. No Me Destruyas
16. Tour
17. Paula
18. Dead
19. Phil Vinall
20. Deja Te Conecto
21. Chetes
22. Love
23. Soñé
24. Créditos

### Extras
- Human Space Volt
- Miel
- Asteroide
- Nunca
- Razorblade (Visuales del Concierto)
- Trailer 281107
- Filmación del Video “Nada” (Fotogalería)

## Proyecciones en el AMBULANTE gira de documentales 2009
| Fecha                 | Ciudad                             | Foro/Auditorio                                          |
| --------------------- | ---------------------------------- | ------------------------------------------------------- |
| 10 de febrero de 2009 | México DF, México                  | Cinematógrafo del Chopo                                 |
| 12 de febrero de 2009 | México DF, México                  | Sala José Revueltas                                     |
| 13 de febrero de 2009 | México DF, México                  | Auditorio Nacional                                      |
| 14 de febrero de 2009 | Cuernavaca, México                 | Cine Morelos                                            |
| 14 de febrero de 2009 | Cuernavaca, México                 | Zócalo De Cuernavaca                                    |
| 14 de febrero de 2009 | México DF, México                  | Casa Del Lago                                           |
| 15 de febrero de 2009 | Cuernavaca, México                 | Cinematógrafo Del Chopo                                 |
| 15 de febrero de 2009 | México, D. F., México              | Sala José Revueltas                                     |
| 22 de febrero de 2009 | Morelia, México                    | Solaris                                                 |
| 22 de febrero de 2009 | Puebla, México                     | Cinemateca Luis Buñel                                   |
| 1 de marzo de 2009    | Querétaro, México                  | Museo De La Ciudad                                      |
| 3 de marzo de 2009    | San Luis Potosí, México            | Centro De Las Ártes                                     |
| 8 de marzo de 2009    | Tijuana, México                    | Casa De La 9                                            |
| 12 de marzo de 2009   | Monterrey, México                  | Cineteca De Nuevo León                                  |
| 15 de marzo de 2009   | Mérida, México                     | Teatro Mérida                                           |
| 20 de marzo de 2009   | León, México                       | Forum Cultural Guanajuato                               |
| 21 de marzo de 2009   | San Cristóbal de las Casas, México | Cinema El Puente                                        |
| 26 de marzo de 2009   | Xalapa, México                     | Teatro Ágora De La Ciudad                               |
| 30 de marzo de 2009   | Guadalajara, México                | Cineclub Nitrato De Plata                               |
| 31 de marzo de 2009   | Guadalajara, México                | ITESM-Campus Guadalajara                                |
| 1 de abril de 2009    | Guadalajara, México                | Cine Foro Universitario                                 |
| 2 de abril de 2009    | Cancún, México                     | Universidad Interamericana Para El Desarrollo De Cancún |
| 3 de abril de 2009    | Oaxaca, México                     | El Pochote                                              |
| 9 de abril de 2009    | Oaxaca, México                     | Plaza de Santo Domingo                                  |

## Proyección en la Cineteca Nacional de la Ciudad de México
El 27 de septiembre de 2009 se exhibió el documental 281107 a manera de cierre del cicl "Rock en el Cine" que la Cineteca Nacional y Reactor organizan, el resultado fue: "la sala tres de la Cineteca Nacional abarrotada por los Rocanlovers, quienes pudieron disfrutar en todo momento en la pantalla grande a sus ídolos" dicho en palabras de Jorge Martínez Micher, colaborador de la Cineteca Nacional.

## Proyección en el Portland Latin American Film Festival 2009
Así siguió transcurriendo el tiempo y con el avance de los días una nueva oportunidad llegaba para el material de la banda, ahora era el Portland Latin American Film Festival 2009 el que les abría las puertas pero ahora, a una proyección internacional, el 30 de septiembre de 2009 se confirmó en la página oficial de Zoé, que el Film sería proyectado del día Sábado 17 de octubre de 2009.